# Intelligent Energy
Intelligent Energy és una empresa d'enginyeria de piles de combustible centrada en el desenvolupament, fabricació i comercialització de les seves tecnologies de piles de combustible de membrana d'intercanvi de protons per a diversos mercats, com ara l'automoció, l'energia estacionària, els equips de manipulació de materials i els UAV. Amb seu al Regne Unit i representació als EUA, Japó, Corea del Sud i Xina.

## Història
Els orígens de l'energia intel·ligent van començar a la Universitat de Loughborough al Regne Unit a finals de la dècada de 1980, quan la Universitat es va convertir en un dels primers centres d'investigació i desenvolupament d'Europa per a la tecnologia de piles de combustible de membrana d'intercanvi de protons (PEM). El 1995, l'equip d'R+D va produir la primera pila de pila de combustible PEM de nivell de kW del Regne Unit. El juny d'aquell any, Advanced Power Sources (APS) Ltd va ser fundada com a spin-off de la Universitat de Loughborough per Paul Adcock, Phil Mitchell, Jon Moore i Anthony Newbold, i va ser la primera empresa al Regne Unit formada específicament per abordar el desenvolupament i la comercialització de piles de combustible PEM.
Fundada per Harry Bradbury, Intelligent Energy es va establir l'any 2001, adquirint Advanced Power Sources Ltd, juntament amb el seu personal i la propietat intel·lectual relacionada amb les piles de combustible que es va originar a partir de la investigació realitzada tant per APS com per la Universitat de Loughborough sobre la tecnologia de les piles de combustible PEM. Això va provocar inversions i va permetre a l'empresa créixer les seves activitats comercials. El març de 2005, va llançar l'ENV, la primera moto de pila de combustible construïda específicament del món, que va obtenir el reconeixement de l'empresa com a pionera tecnològica pel Fòrum Econòmic Mundial el 2006. L'ENV va incorporar la tecnologia de pila de combustible refrigerada per aire de la companyia hibridada amb un paquet de bateries per proporcionar una càrrega màxima de 6 kW al motor per millorar el rendiment durant els pics de demanda de potència, és a dir, l'acceleració.
L'any 2022, Intelligent Energy i FES GmbH Fahrzeug-Entwicklung Sachsen (FES) van treballar juntament amb BMW Group per desenvolupar una solució a mida per als vehicles de guia automàtica (AGV) construïts per DS Automotion en funcionament a la fàbrica de BMW Leipzig. L'empresa també va ser escollida per Shell Pipeline Company per a les seves operacions d'inspecció de canonades al nord-est dels Estats Units. Utilitzant l'IE-SOAR™ 2,4 kW d'Intelligent Energy en una cèl·lula Harris Aerial H6, la companyia va poder comparar les piles de combustible amb la tecnologia híbrida ICE. A l'agost, l'empresa va aconseguir 160 kW d'una sola pila automàtica. Trencar la barrera dels 150 kW ha estat un objectiu de llarga data per a la "pila" de piles de combustible de la marca registrada d'IE. Amb més de 200 CV, això és més potència que el típic cotxe familiar.

## Tecnologia
La tecnologia de pila de combustible d'Intelligent Energy es divideix en dues plataformes: refrigerada per aire (AC) i refrigerada per evaporació (EC). Els sistemes de pila de combustible refrigerats per aire utilitzen ventiladors de baixa potència per proporcionar refrigeració i subministrament d'oxidant per al funcionament. La calor de la pila de pila de combustible es condueix a les plaques de refrigeració i s'elimina a través de canals de flux d'aire, un sistema simplificat i rendible per al rang de potència d'uns pocs watts a diversos quilowatts. S'utilitzen en una àmplia gamma d'aplicacions d'UAV, d'energia estacionària i d'automoció per a aplicacions d'extensió d'autonomia de dues rodes i cotxes petits.
Els sistemes de pila de combustible refrigerats per evaporació (EC) proporcionen generació d'energia des d'uns pocs quilowatts fins a 200 kW. La gestió tèrmica eficient de la pila de pila de combustible EC redueix la complexitat, la massa i el cost del sistema. Aquests sistemes estan dissenyats per a la fabricació de grans volums i de baix cost i utilitzen una arquitectura modular que es pot modificar ràpidament per adaptar-se a l'aplicació.